# Zoumachang (sockenhuvudort i Kina, Yunnan Sheng, lat 27,87, long 105,20)
Zoumachang är en sockenhuvudort i Kina. Den ligger i provinsen Yunnan, i den sydvästra delen av landet, omkring 400 kilometer nordost om provinshuvudstaden Kunming. Antalet invånare är 28 364. Befolkningen består av 13 711 kvinnor och 14 653 män. Barn under 15 år utgör 24,0 %, vuxna 15-64 år 67 %, och äldre över 65 år 8,0 %.
Runt Zoumachang är det ganska tätbefolkat, med 239 invånare per kvadratkilometer. Närmaste större samhälle är Zhongba, 18,3 km nordväst om Zoumachang. I omgivningarna runt Zoumachang växer i huvudsak blandskog.
Genomsnittlig årsnederbörd är 1 177 millimeter. Den regnigaste månaden är juli, med i genomsnitt 222 mm nederbörd, och den torraste är december, med 20 mm nederbörd.